# Fritz Nachmann
Fritz Nachmann (n. 16 august 1929, Kreuth, Bavaria, Germania) este un sănier ce a reprezentat Germania, medaliat olimpic. A participat la 2 ediții ale Jocurilor Olimpice (1964, 1968) în care a câștigat o medalie de bronz.